# ملا قاسم (سهند أباد)
ملا قاسم (بالفارسية: ملاقاسم) هي منطقة سكنية تقع في إيران في قسم سهند أباد الريفي. يقدر عدد سكانها بـ 70 نسمة .